# Heinz Fischer
Heinz Fischer ( [haɪnts ˈfɪʃɐ]; * 9. října 1938 Štýrský Hradec) je rakouský politik, právník, člen sociálně-demokratické strany. Od 8. července 2004 do 8. července 2016 zastával po dvě funkční období (podruhé zvolen roku 2010) úřad rakouského spolkového prezidenta.

## Životopis
Absolvoval humanitní gymnázium ve Vídni. V roce 1961 získal doktorát práv na Vídeňské univerzitě. V letech 1963–1970 byl tajemníkem parlamentního klubu Sociálně demokratické strany Rakouska, v letech 1975–1983 předsedou parlamentního klubu SPÖ, 1979–2004 místopředseda SPÖ, 1987–1990 opět předsedou parlamentního klubu. Roku 1968 se oženil s Margit Binderovou, se kterou má syna Philipa a dceru Lisu. Od roku 1970 byl členem Národní rady, dolní komory rakouského parlamentu, a v letech 1990 až 2002 pak jejím předsedou. V letech 1983–1987 zastával post ministra pro vědu a výzkum. Roku 1993 byl jmenován profesorem politologie na univerzitě v Innsbrucku. Od roku 1992 do roku 2004 byl místopředsedou Strany evropských socialistů (PES). Ve volbách 2004 porazil ministryni zahraničí Benitu Ferrero-Waldner.

### Státní návštěvy České republiky
V roce 2009 obdržel, u příležitosti státní návštěvy ČR, od českého prezidenta Václava Klause nejvyšší státní vyznamenání Řád bílého lva. V roce 2016 přijel do Prahy za účelem dvoudenní státní návštěvy ČR vlakem, s prezidentem Milošem Zemanem společně odhalili pamětní desku, „která připomíná první setkání prezidenta Tomáše Garrigua Masaryka a jeho rakouského protějšku Michaela Hainische v roce 1921“.

## Vyznamenání
- velkodůstojník Řádu zásluh o Italskou republiku, Itálie, 27. prosince 1976[4]
- velká čestná dekorace ve zlatě s hvězdou Čestného odznaku Za zásluhy o Rakouskou republiku, Rakousko, 1979[5]
- velká čestná dekorace ve zlatě na stuze Čestného odznaku Za zásluhy o Rakouskou republiku, Rakousko, 1986[5]
- velkokříž Řádu zásluh o Italskou republiku, Itálie, 27. ledna 1993[6]
- velkokříž Řádu Isabely Katolické, Španělsko, 7. července 1995[7]
- velkokříž Norského královského řádu za zásluhy, Norsko, 1996
- velkohvězda Knížecího záslužného řádu, Lichtenštejnsko, 2004[8]
- velkohvězda Čestného odznaku Za zásluhy o Rakouskou republiku, Rakousko, 8. července 2004[5]
- velkokříž s řetězem Řádu prince Jindřicha, Portugalsko, 31. ledna 2005[9]
- velkokříž s řetězem Řádu bílé růže, Finsko, 2006[10]
- velkokříž s řetězem Záslužného řádu Maďarské republiky, Maďarsko, 2006
- řádový řetěz Maltézského záslužného řádu, Suverénní řád Maltézských rytířů, 2006[11]
- Řád Serafínů, Švédsko, 2007
- velkokříž Řádu svatého Olafa, Norsko, 17. dubna 2007[12]
- velkokříž s řetězem Řádu zásluh o Italskou republiku, Itálie, 8. června 2007[13]
- Řád Bílého lva I. třídy s řetězem, Česká republika, 2009[14]
- velkokříž Řádu Vitolda Velikého se zlatým řetězem, Litva, 12. března 2009[15]
- velkokříž s řetězem Řádu svatého Jakuba od meče, Portugalsko, 23. července 2009[9]
- Řád za mimořádné zásluhy, Slovinsko, 7. ledna 2011, za zásluhy o realizaci suverenity Slovinska, za jeho pověst a pokrok a za všestrannou podporu při upevňování vztahů a porozumění mezi národy Slovinska a Rakouska[16]
- Nassavský domácí řád zlatého lva, Lucembursko, 2013
- velkokříž Řádu čestné legie, Francie, 5. listopadu 2013
- Národní řád praporu, Albánie, 2014[17]
- Řád bílého dvojkříže I. třídy, Slovensko, 5. března 2014
- velkokříž s řetězem Řádu andského kondora, Bolívie, 2015
- Řád Stará planina, Bulharsko, 2016